# August Müller (Kontrabassist)
August Müller (* 26. April 1808 in Darmstadt; † 26. November 1867 ebenda) war ein deutscher Kontrabass-Virtuose.
August Müller wurde in Darmstadt geboren und erhielt Unterricht bei seinem Vater Christian Müller (1771–1859), der als Kontrabassist und Fagottist in der Darmstädter Hofkapelle wirkte.
Im Jahr 1827 wurde der neunzehnjährige August Müller ebenfalls Mitglied der Darmstädter Hofkapelle und blieb bis auf ein kurzes Gastspiel in London sein ganzes Leben lang dort angestellt. Er trat häufig als Solist in Konzerten und Zwischenaktsmusiken auf. Der auch als „Bassmüller aus Darmstadt“ bekannte Musiker unternahm viele Kunstreisen ins europäische Ausland, u. a. nach Frankreich, Großbritannien und Russland. 
Schon zu Lebzeiten setzte ihm Hector Berlioz in seinen Schriften ein literarisches Denkmal. August Müller gilt als Wiederentdecker der Mozart-Arie Per questa bella mano KV 612 für Bass und obligaten Kontrabass. Er führte sie 1842 zusammen mit dem Sänger Josef Staudigl bei den Feierlichkeiten anlässlich der Enthüllung des Mozartdenkmals in Salzburg öffentlich auf. Müller leistete einen bedeutenden Beitrag zur Spieltechnik des Kontrabasses durch den von ihm konzipierten „schweren Bogen“.
Von August Müller sind nur wenige Kompositionen bekannt. Er war der Mitherausgeber einer Sammlung von Orchesterstellen (Practische Exercitien für Contra-Baß). Für die Neue Zeitschrift für Musik schrieb er eine Reihe von Artikeln über den Kontrabass.
August Müller starb an den Folgen einer Lungenentzündung.